# Hans J. Müller-Eberhard
Hans Joachim Müller-Eberhard (* 5. Mai 1927 in Magdeburg; † 3. März 1998) war ein deutschamerikanischer Immunologe, bekannt für Forschungen zum Komplementsystem.

## Leben
Müller-Eberhard war der Sohn eines erfolgreichen Geschäftsmanns. Im Zweiten Weltkrieg war er Flakhelfer und Soldat in Ungarn und konnte dort Ende des Krieges aus sowjetischer Gefangenschaft entkommen. Seine Familie flüchtete aus der sowjetischen Besatzungszone nach Altenau und er besuchte einige Jahre die Robert-Koch-Schule in Clausthal-Zellerfeld. Ende der 1940er Jahre begann er ein Medizinstudium an der Universität Göttingen. Dort wandte er sich bei einem dreijährigen Aufenthalt bei Henry G. Kunkel an der Rockefeller University immunologischer Forschung zu und untersuchte das Gamma-Globulin. Nach der Rückkehr ging er zu Gunnar Wallanius nach Uppsala, wo er sich der Erforschung des Komplementsystems zuwandte. Nach zwei Jahren in Uppsala, wo er auch promoviert wurde, ging er 1959 wieder an die Rockefeller University zu Kunkel. Nach vier Jahren ging er an das Scripps Research Institute in La Jolla, wo er 1972 Professor wurde und Vorstand der Abteilung Immunologie. 1978 wurde er dort Associate Director der Forschung. Außerdem war er Adjunct Professor an der University of California, San Diego. 1988 ging er zurück nach Deutschland als Direktor des Bernhard-Nocht-Instituts für Tropenmedizin in Hamburg. Hier forschte er unter anderem über Entamoeba histolytica und Onchozerkose. Kurz vor seinem Tod an Prostatakrebs sollte er noch ein neues Institut an der University of Texas aufbauen (Institute of Molecular Medicine for the Prevention of Human Diseases).
1974 erhielt er einen Gairdner Foundation International Award, 1987 die Robert-Koch-Medaille. Er war Mitglied der National Academy of Sciences und der American Academy of Arts and Sciences (1997). 1974 erhielt er den Karl Landsteiner Memorial Award.
Er war dreimal verheiratet und hatte zwei Töchter aus erster Ehe. Seine dritte Ehefrau Irma Gigli war ebenfalls Immunologin (und Dermatologin).